# Michael Haslund-Christensen
Michael Henning Haslund-Christensen (født 12. januar 1965 i København, død 22. december 2023) var en dansk filmproducer, honorær konsul i 2013 og general konsul i 2023. Han var søn af hofmarskal Søren Haslund-Christensen og kammerherreinde og lærer Marianne Haslund-Christensen. Gift med Pernille Haslund-Christensen med hvem han har børnene Anton Søren Haslund-Christensen og Fridtjof Emil Haslund-Christensen og bror til Charlotte C. Haslund-Christensen og Louise E.M. Haslund-Christensen.
Han blev uddannet fra Den Danske Filmskoles producerlinje i 1993 og arbejdede med film fra 1984.
Han debuterede som instruktør og producer i 1988 med “I Nansens fodspor over Indlandsisen”. Efter Filmskolen producerede han spillefilmene “Krystalbarnet” og “Ørnens Øje” for Metronome Productions i København. I 1996 etablerede han Haslund Film som siden specialiserede sig i at producere dokumentarfilm ved at sammensætte talenter med nationale som internationale investorer og partnere. Af forskellige årsager var fokuseringen primært fortællinger fra Arktis og centralasien bl.a. "The prize of the Pole", "Ekspeditionen til verdens ende" instrueret af Daniel Dencik samt "The wild east - portræt af en storbynomade" som han også instruerede.
Fra august 2005 til august 2010 arbejdede Michael H. Haslund-Christensen som dokumentarfilmskonsulent på Det Danske Filminstitut, hvor omkring 20 titler blev realiseret årligt. Blandt de internationale film var:
- "Armadillo" instrueret af Janus Metz
- "The Good Life" instrueret af Eva Mulvad
- "Tankograd" af Boris Bertram
- "Complaint Choirs" instrueret af Ada Bligaard Søby
- "Kamæleonernes strand" og "Ishavets kæmpe" (Wild live) instrueret af Adam Schmedes
- "Shaman" (Animation) instrueret af Luc Perez
- "Cities on Speed" – Shanghai / Mumbai / Cairo / Bogota instrueret af Frank Møller, Nielsson/Jakobi, Krogh & Dalsgaard
- "Fra Thailand til Thy" & "Fra Thy til Thailand" instrueret af Janus Metz
- "69" instrueret af Nikolaj Viborg
- "Mechanical love" og "Free the Mind" instrueret af Phie Ambo
- "Love Addicts" af Pernille Rose Grønkjær
- "Præsidenten" instrueret af Christoffer Guldbrandsen
- "Milosevic on Trial" instrueret af Michael Christoffersen.

Fra august 2010 genetablerede Michael H. Haslund-Christensen aktiviterne i Haslund Film med fokus på at producere og distribuere både nationale som internationale film. Fra 2010 var han producer, forfatter og distributør på dokumentarfilmen "Ekspeditionen til verdens ende" (2013), samt producer på "Guldkysten" (2015), der var hans debut som uafhængig spillefilmsproducent.
Michael Haslund-Christensen blev i november 2013 udnævnt til honorær konsul. og general konsul for Mongoliet til Danmark i 2023
I 2018 medvirkede han sammen med sin far i dokumentarfilmen Fædre og sønner instrueret af Andreas Dalsgaard.
Michael Haslund-Christensen døde af et hjertestop natten til 22. december 2023. Han blev 58 år.